# Campeonato Mundial de Atletismo Sub-20 de 2016 - 400 m com barreiras masculino
A prova dos 400 metros com barreiras masculino do Campeonato Mundial de Atletismo Sub-20 de 2016 ocorreu entre os dias 21 e 23 de julho em Bydgoszcz, na Polônia. 

## Recordes
Antes desta competição, os recordes mundiais e do campeonato nesta prova eram os seguintes:
|     | Nome           | Nacionalidade  | Tempo | Local       | Data                |
| --- | -------------- | -------------- | ----- | ----------- | ------------------- |
| WJR | Danny Harris   | Estados Unidos | 48.02 | Los Angeles | 17 de junho de 1984 |
| CR  | Kerron Clement | Estados Unidos | 48.51 | Grosseto    | 16 de julho de 2004 |
| WJL | Jaheel Hyde    | Jamaica        | 48.81 | Kingston    | 1 de julho de 2016  |

## Medalhistas
| Ouro              | Prata                   | Bronze               |
| Jaheel Hyde (JAM) | Taylor McLaughlin (USA) | Kyron McMaster (IVB) |

## Cronograma
Todos os horários são locais (UTC+1).
| Data        | Hora  | Evento        |
| ----------- | ----- | ------------- |
| 21 de julho | 10:35 | Eliminatórias |
| 22 de julho | 19:30 | Semifinal     |
| 23 de julho | 19:15 | Final         |

## Resultados

### Eliminatórias
Qualificação: Os 3 primeiros de cada bateria (Q) e os 3 tempos mais rápidos (q). 
| Posição | Bateria | Atleta                         | Nacionalidade            | Tempo | Notas           |
| ------- | ------- | ------------------------------ | ------------------------ | ----- | --------------- |
| 1       | 2       | Kefilwe Mogawane               | África do Sul            | 50.53 | Q               |
| 2       | 4       | Jaheel Hyde                    | Jamaica                  | 50.81 | Q               |
| 3       | 6       | Yoshiro Watanabe               | Japão                    | 51.10 | Q               |
| 4       | 2       | Taylor McLaughlin              | Estados Unidos           | 51.28 | Q               |
| 5       | 4       | Santhosh Tamilarasan           | Índia                    | 51.46 | Q,              |
| 6       | 5       | Mohamed Fares Jlassi           | Tunísia                  | 51.49 | Q,              |
| 7       | 1       | Mikael de Jesus                | Brasil                   | 51.50 | Q               |
| 8       | 5       | Ned Justeen Azemia             | Seicheles                | 51.50 | Q, NJR          |
| 9       | 5       | Tatsuhiro Yamamoto             | Japão                    | 51.51 | Q               |
| 10      | 1       | Timor Barrett                  | Jamaica                  | 51.56 | Q,              |
| 11      | 7       | Rivaldo Leacock                | Barbados                 | 51.62 | Q               |
| 12      | 6       | Dominik Hufnagl                | Áustria                  | 51.72 | Q               |
| 13      | 3       | Kyron McMaster                 | Ilhas Virgens Britânicas | 51.77 | Q               |
| 14      | 5       | Wang Yijie                     | China                    | 51.83 | q               |
| 15      | 2       | Hrvoje Čukman                  | Croácia                  | 51.89 | Q,              |
| 16      | 4       | Gabriele Montefalcone          | Itália                   | 51.91 | Q               |
| 17      | 7       | Maksims Sinčukovs              | Letónia                  | 52.04 | Q               |
| 18      | 7       | Gong Debin                     | China                    | 52.11 | Q               |
| 19      | 3       | Victor Coroller                | França                   | 52.16 | Q               |
| 20      | 3       | Kim Hyun-bin                   | Coreia do Sul            | 52.27 | Q               |
| 21      | 4       | Viktor Nylander                | Suécia                   | 52.30 | q               |
| 22      | 1       | Matěj Mach                     | Chéquia                  | 52.32 | Q               |
| 23      | 5       | Aftab Alam                     | Índia                    | 52.34 | q,              |
| 24      | 4       | Uditha Chandrasena             | Sri Lanka                | 52.63 |                 |
| 25      | 1       | Branson Rolle                  | Bahamas                  | 52.69 |                 |
| 26      | 7       | Dylan Owusu                    | Bélgica                  | 52.79 |                 |
| 27      | 3       | Sinan Ören                     | Turquia                  | 53.19 |                 |
| 28      | 7       | Alisher Pulotov                | Tajiquistão              | 53.27 | Recorde pessoal |
| 29      | 6       | Mohamed Reda Elbilaoui         | Marrocos                 | 53.34 | Q               |
| 30      | 7       | Dangel Cotto                   | Porto Rico               | 53.34 |                 |
| 31      | 7       | Federico Cesati                | Itália                   | 53.35 |                 |
| 32      | 4       | Jassam Mohammed Mayil          | Iraque                   | 53.48 |                 |
| 33      | 2       | Michael Ramos                  | Porto Rico               | 53.49 |                 |
| 34      | 2       | Ephraim Lerkin                 | Papua-Nova Guiné         | 53.67 |                 |
| 35      | 5       | Mohammadreza Rahmani           | Irão                     | 53.71 |                 |
| 36      | 3       | Mohamed Touati                 | Tunísia                  | 53.79 |                 |
| 37      | 3       | José Humberto Bermúdez         | Guatemala                | 53.89 |                 |
| 38      | 4       | Kiryl Borys                    | Bielorrússia             | 53.90 |                 |
| 39      | 1       | Adam Yakobi                    | Israel                   | 54.03 |                 |
| 40      | 3       | Pablo Andrés Ibáñez            | El Salvador              | 54.56 | Recorde pessoal |
| 41      | 1       | Yolver Cumache                 | Venezuela                | 54.68 |                 |
| 42      | 1       | Omphemetse Poo                 | Botswana                 | 55.61 |                 |
| 43      | 5       | Nicholus Kiprotich Chirchir    | Quênia                   | 56.90 |                 |
| 44      | 6       | Callum MacNab                  | Canadá                   | DNF   | q               |
| 44      | 6       | Nomenjanahary Rakotoarimiandry | Madagáscar               | DNF   |                 |
| 44      | 2       | Joshuán Berrios                | Colômbia                 | DNF   | R163.3(a)       |
| 44      | 2       | Timothy Emoghene               | Nigéria                  | DNF   | R163.3(a)       |
| 44      | 6       | Predea Manounou                | França                   | DNF   | 168.7(a)        |
| 44      | 6       | Justin Alexander               | Estados Unidos           | DNF   | 163.2(b)        |

### Semifinal
Qualificação: Os 2 primeiros de cada bateria (Q) e os 2 tempos mais rápidos (q). 
| Posição | Bateria | Atleta                 | Nacionalidade            | Tempo | Notas           |
| ------- | ------- | ---------------------- | ------------------------ | ----- | --------------- |
| 1       | 3       | Jaheel Hyde            | Jamaica                  | 49.77 | Q               |
| 2       | 3       | Taylor McLaughlin      | Estados Unidos           | 50.25 | Q               |
| 3       | 2       | Kyron McMaster         | Ilhas Virgens Britânicas | 50.49 | Q,              |
| 4       | 1       | Mohamed Fares Jlassi   | Tunísia                  | 50.82 | Q, NJR          |
| 5       | 3       | Tatsuhiro Yamamoto     | Japão                    | 50.84 | q               |
| 6       | 3       | Mikael de Jesus        | Brasil                   | 50.86 | q               |
| 7       | 1       | Yoshiro Watanabe       | Japão                    | 50.95 | Q               |
| 8       | 3       | Dominik Hufnagl        | Áustria                  | 51.04 | Recorde pessoal |
| 9       | 2       | Gong Debin             | China                    | 51.25 | Q               |
| 10      | 3       | Victor Coroller        | França                   | 51.35 |                 |
| 11      | 2       | Timor Barrett          | Jamaica                  | 51.38 | Recorde pessoal |
| 12      | 1       | Santhosh Tamilarasan   | Índia                    | 51.54 |                 |
| 13      | 1       | Ned Justeen Azemia     | Seicheles                | 51.64 |                 |
| 14      | 1       | Gabriele Montefalcone  | Itália                   | 51.70 |                 |
| 15      | 1       | Hrvoje Čukman          | Croácia                  | 51.82 | Recorde pessoal |
| 16      | 2       | Maksims Sinčukovs      | Letónia                  | 51.89 | Recorde pessoal |
| 17      | 2       | Rivaldo Leacock        | Barbados                 | 52.22 |                 |
| 18      | 1       | Wang Yijie             | China                    | 52.28 |                 |
| 19      | 2       | Kim Hyun-bin           | Coreia do Sul            | 52.57 |                 |
| 20      | 3       | Viktor Nylander        | Suécia                   | 52.79 |                 |
| 21      | 1       | Mohamed Reda Elbilaoui | Marrocos                 | 53.49 |                 |
| 22      | 3       | Matěj Mach             | Chéquia                  | 53.49 |                 |
| 23      | 2       | Callum MacNab          | Canadá                   | 53.85 |                 |
| 24      | 2       | Kefilwe Mogawane       | África do Sul            | DNF   |                 |
| 24      | 2       | Aftab Alam             | Índia                    | DSQ   | R163.3(a)       |

### Final

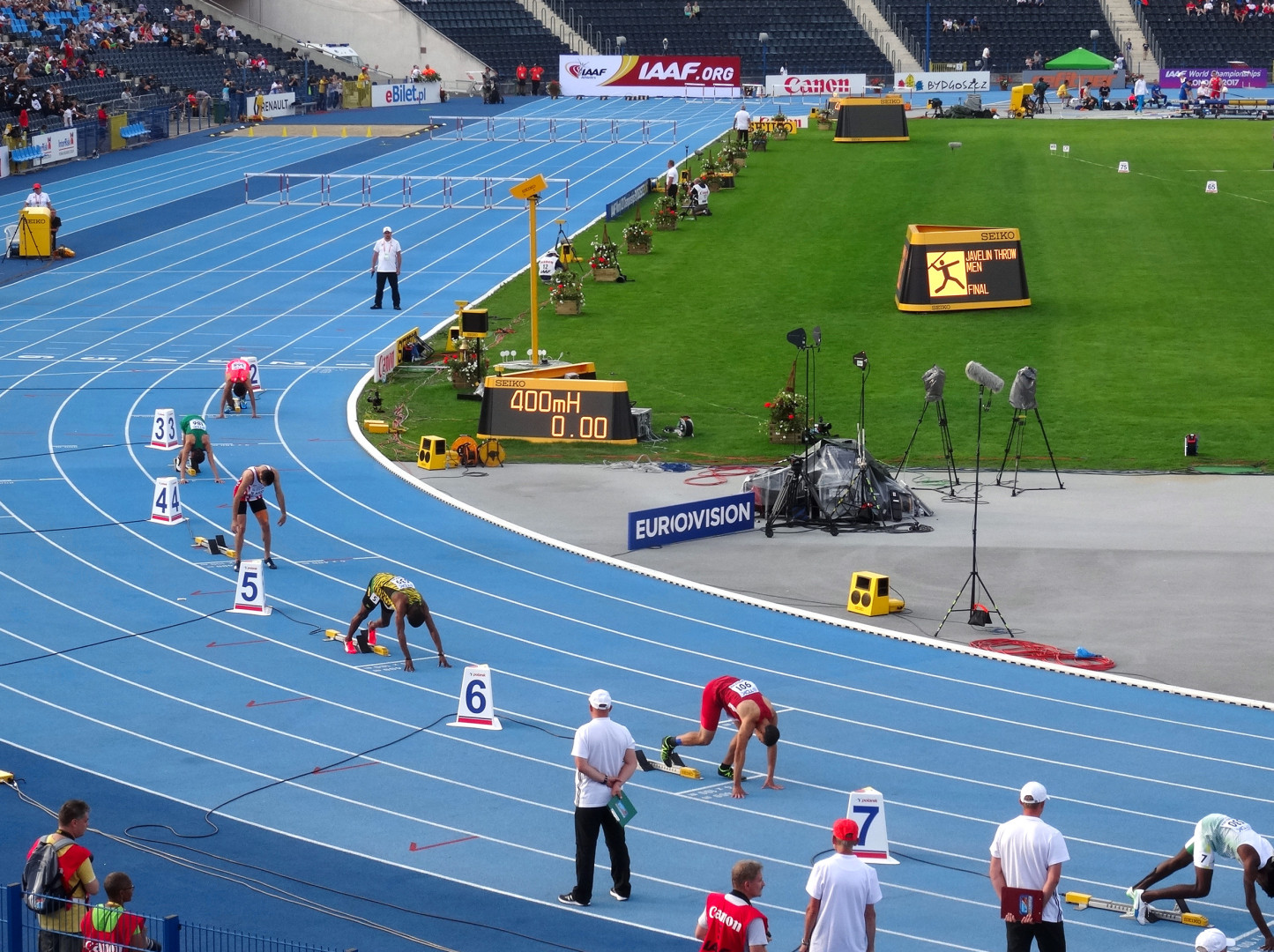
Os finalistas se estabeleceram nas raias

A prova final foi realizada no dia 23 de julho às 19:15.  
| Posição           | Raia | Atleta               | Nacionalidade            | Tempo | Notas           |
| ----------------- | ---- | -------------------- | ------------------------ | ----- | --------------- |
| Medalha de ouro   | 5    | Jaheel Hyde          | Jamaica                  | 49.03 |                 |
| Medalha de prata  | 6    | Taylor McLaughlin    | Estados Unidos           | 49.45 | Recorde pessoal |
| Medalha de bronze | 7    | Kyron McMaster       | Ilhas Virgens Britânicas | 49.56 | NJR             |
| 4                 | 3    | Mikael de Jesus      | Brasil                   | 50.06 |                 |
| 5                 | 2    | Tatsuhiro Yamamoto   | Japão                    | 50.99 |                 |
| 6                 | 8    | Gong Debin           | China                    | 51.03 |                 |
| 7                 | 9    | Yoshiro Watanabe     | Japão                    | 51.09 |                 |
| 8                 | 4    | Mohamed Fares Jlassi | Tunísia                  | 52.14 |                 |

Legenda
| Recorde mundial       | Recorde mundial (World record)               |                       | Recorde africano                      | Recorde africano (African) |                                           | Q | Classificado por posição (Qualified) |
| Recorde do campeonato | Recorde do campeonato (Championship record)  | Recorde da América    | Recorde da América (Americas)         | q                          | Classificado por melhor tempo (Qualified) |   |                                      |
| Melhor marca do ano   | Melhor marca do ano (World leading)          | Recorde asiático      | Recorde asiático (Asian)              | DNS                        | Não largou (Did not start)                |   |                                      |
| Recorde nacional      | Recorde nacional (National record)           | Recorde europeu       | Recorde europeu (European)            | DNF                        | Não terminou (Did not finish)             |   |                                      |
| Recorde pessoal       | Recorde pessoal do atleta (Personal best)    | Recorde da Oceania    | Recorde da Oceania (Oceania)          | DSQ / DQ                   | Desclassificado (Disqualified)            |   |                                      |
| Recorde da temporada  | Recorde da temporada do atleta (Season best) | Recorde sul-americano | Recorde sul-americano (South America) | NM                         | Sem marca (No mark)                       |   |                                      |